# Salamandroidea
Sous-ordre
Les Salamandroidea sont un sous-ordre de salamandres que l'on rencontre dans le monde entier à l'exception de l'Antarctique, le Sahara et l'Océanie. Ils diffèrent du sous-ordre des Cryptobranchoidea par le fait que les os angulaires et préarticulaires de leur mâchoire inférieure sont fusionnés, et tous les membres utilisent la fécondation interne. La femelle est fertilisée au moyen d'un spermatophore, placé par le mâle dans son cloaque. Le sperme est stocké dans une spermathèque située dans le cloaque jusqu'à ce que la femelle en ait besoin pour féconder ses ovules.
Les premiers fossiles de salamandroïdes connus sont des spécimens de l'espèce Beiyanerpeton jianpingensis retrouvés dans la formation de Tiaojishan, datant de la fin du Jurassique, il y a plus de 157 millions d'années.

## Liste des genres
Selon NCBI (30 juillet 2013) :
- famille Ambystomatidae
- famille Amphiumidae
- famille Dicamptodontidae
- famille Plethodontidae
  - sous-famille Hemidactyliinae
  - sous-famille Plethodontinae
- famille Proteidae
- famille Rhyacotritonidae
- famille Salamandridae
  - sous-famille Pleurodelinae
  - sous-famille Salamandrinae
  - sous-famille Salamandrininae

Selon Paleobiology Database (30 juillet 2013) :
- genre Beiyanerpeton

## Publication originale
- Noble, 1931 : The Biology of the Amphibia. New York and London, McGraw-Hill, p. 1-577 (texte intégral).